# Freddie Blassie
Frederick Kenneth Blassmann, meglio conosciuto con il ring name "Classy" Freddie Blassie (Saint Louis, 8 febbraio 1918 – Hartsdale, 2 giugno 2003), è stato un wrestler e manager di wrestling statunitense.
Oltre ad essere stato uno dei manager heel più celebri di sempre, è stato anche un wrestler di successo vincendo l'NWA Georgia Southern Heavyweight Championship per diciassette volte.

## Infanzia
I genitori di Blassie, Jacob e Anna (Sind da nubile), emigrarono negli Stati Uniti dalla Germania prima dello scoppio della prima guerra mondiale, stabilendosi a St. Louis. Il padre era un alcolizzato e spesso diventava violento, e Fred veniva frequentemente mandato dai nonni per sfuggire agli attacchi di collera del padre. All'età di tredici anni, dopo che il padre aveva picchiato per l'ennesima volta la madre, Fred pensò di assalirlo con una mazza da baseball, ma non lo fece e si stabilì dalla zia per sei mesi finché non fu sua madre a chiedergli di tornare a casa.
Blassie frequentò la McKinley High School e, dopo il diploma, trovò lavoro in una fabbrica di carne in scatola. Contemporaneamente, il giovane iniziò a tirare di boxe al Seward Community Center e vinse anche il titolo dei pesi massimi. Però, era più attirato dal wrestling, e spesso, quando poteva, si recava alla Harry Cook's Gym per vedere allenarsi i lottatori. Quando iniziarono a conoscerlo, i wrestler incominciarono ad insegnargli qualche mossa. Poco tempo dopo, debuttò come lottatore vero e proprio durante le fiere di carnevale. Il cugino John Frank Holaus spesso arbitrava i suoi match.

## Servizio militare
Quando gli Stati Uniti entrarono in guerra durante il secondo conflitto mondiale, Blassie si arruolò in Marina e prestò servizio nell'oceano Pacifico per 42 mesi.
Quando fu congedato, Blassie tornò a combattere con il soprannome "Sailor" ("marinaio") Fred Blassie per capitalizzare l'onda di patriottismo che attraversava il Paese nel dopoguerra, ma la gimmick non ebbe troppo successo. In seguito lavorò per Jack Pfefer, del quale disse che assumeva solamente tizi che sembravano dei freak per i suoi spettacoli, e che aveva nella sua scuderia wrestler come Tor Johnson, che girava film con il regista Ed Wood, e Lillian Ellison, più nota come Fabulous Moolah.

## Carriera

### "Il vampiro"

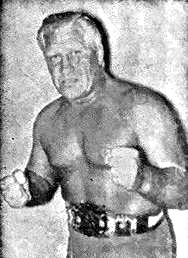
Blassie nel 1962

Nel 1953, si spostò ad Atlanta, in Georgia, a lottare per Paul Jones. Mentre era lì, Blassie vinse l'NWA Georgia Southern Heavyweight Championship. Fu durante questo periodo della sua carriera che abbandonò definitivamente l'identità di personaggio face per diventare un "cattivo" a tempo pieno. Si tinse i capelli di biondo platino, come molte altre star dell'epoca, tipo Gorgeous George, Johnny Valentine e "Nature Boy" Buddy Rogers. Spesso veniva definito il "vampiro" perché durante i match mordeva gli avversari con i lunghi canini che si affilava anche durante le interviste.

### World Wrestling Association

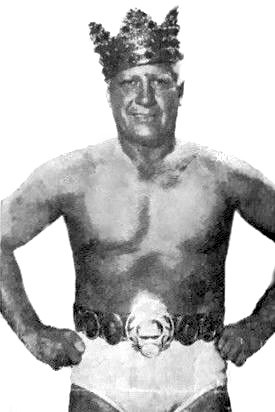
Fred Blassie nel 1962

Blassie lavorò anche nella zona di Los Angeles, in California, alle dipendenze di Jules Strongbow. Lottò in coppia con Billy McDaniel nel tag team denominato "McDaniel Brothers", che, quando si spostava a combattere sulla costa orientale degli Stati Uniti, veniva chiamato i "Blassie Brothers".
Nel 1960, Blassie ritornò nella federazione di Strongbow a Los Angeles dove divenne una grossa stella della World Wrestling Association. Il suo personaggio di heel era così odiato che la polizia doveva spesso scortarlo fuori dal ring dopo i suoi incontri per paura di attacchi da parte dei fan. Il suo principale avversario dell'epoca era The Destroyer
Il 12 giugno 1961, Blassie sconfisse "Flying Frenchman" Édouard Carpentier conquistando il titolo WWA Championship. Il 7 luglio Blassie difese con successo la cintura contro l'ex campione NWA Lou Thesz. Durante il regno da campione, in un match contro Lord James Blears, un fan gli gettò dell'acido sulla schiena, e Blassie dovette immediatamente andare nel backstage per lavarselo via.
Dopo aver riconquistato il titolo WWA da Rikidōzan, Blassie riperse la cintura due giorni dopo in un match contro "Masked Destroyer" Dick Beyer. Nel 1963, Bearcat Wright, un wrestler di colore, lo sconfisse strappandogli la cintura, e la cosa fu una specie di avvenimento perché si era nel pieno periodo delle battaglie per il movimento dei diritti civili degli afroamericani. Nel 1964, "Dick The Bruiser" Richard Afflis batté Blassie togliendogli nuovamente il titolo, e Blassie se ne andò a lavorare per la World Wide Wrestling Federation.
Blassie ritornerà nella WWA nel 1968 quando il promoter Mike LeBell decise di riaffiliare la federazione alla NWA. Nei primi anni settanta, Blassie tornò brevemente un "face", perché il pubblico iniziava a rispettarlo come veterano. Ebbe dei feud con Soulman Rocky Johnson, The Sheik e "The Golden Greek" John Tolos. Una delle sue faide più famose avvenne in California nel 1971, contro Tolos. Il match finale tra i due ebbe luogo al Los Angeles Memorial Coliseum, stabilendo un nuovo record di pubblico.

### Giappone
Nel 1962, Blassie ebbe un feud con la leggenda del wrestling giapponese Rikidōzan. Quando Blassie perse il titolo WWA World Heavyweight Championship in favore di Rikidōzan a Los Angeles, i due ebbero un violentissimo e sanguinoso rematch trasmesso in diretta sulla televisione giapponese.

### World Wide Wrestling Federation
Nel 1964, Blassie si scontrò con Bruno Sammartino e Bobo Brazil. Quando entrò nella WWWF, si portò la sua propria cintura di campione, affermando di essere il Pacific World Champion e sfidando Sammartino in un match per l'unificazione dei titoli. Lo scontro tra i due iniziò al Roosevelt Stadium, Jersey City, nel 1964, dove prevalse Blassie, ma non per schienamento. I vari rematch si tennero al Madison Square Garden di New York, e Sammartino vinse in ogni occasione. Blassie tornò nella compagnia nel 1971 per combattere contro Pedro Morales. Durante la sua seconda permanenza in WWWF, il suo manager era "Captain" Lou Albano.

### Manager

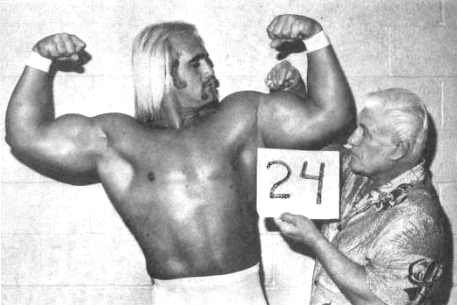
Hulk Hogan e Freddie Blassie, 1980

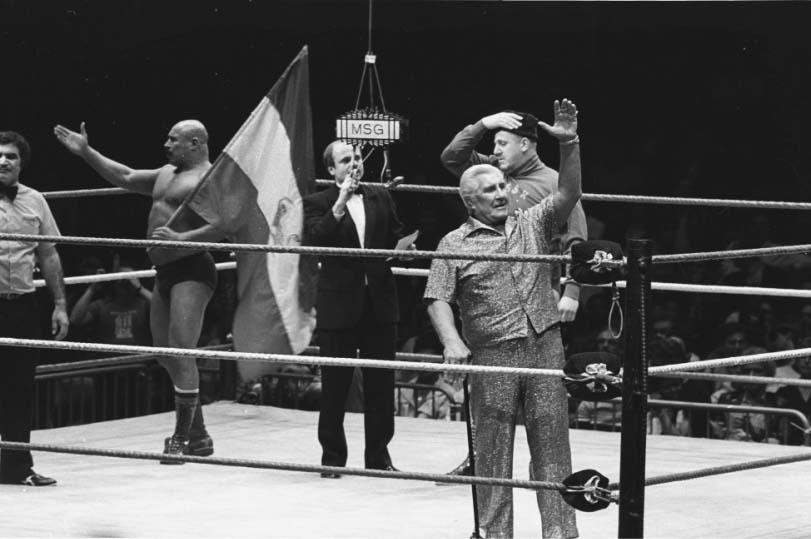
Freddie Blassie negli anni ottanta

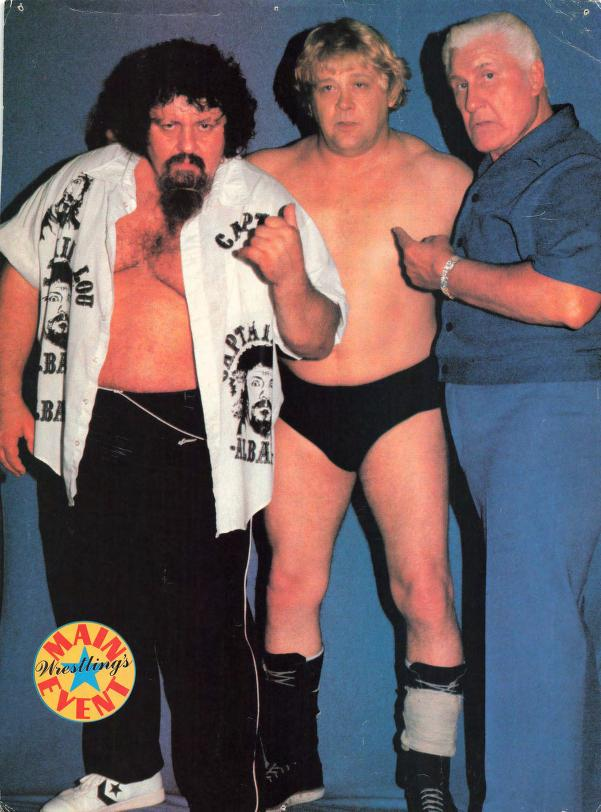
Cap. Lou Albano, Ray Stevens e Freddie Blassie nel 1983

Blassie si ritirò dall'attività di combattente nel 1974, perché una legge che vigeva in California proibiva a chi aveva superato i 55 anni di età di possedere una licenza come lottatore. Quindi intraprese la carriera di manager heel nella World Wide Wrestling Federation e nella sua successiva incarnazione World Wrestling Federation.
Tra i wrestler di cui curerà gli interessi figurano Nikolai Volkoff, Blackjack Mulligan, High Chief Peter Maivia, "The Crippler" Ray Stevens, Adrian Adonis, Jesse Ventura, Dick Murdoch, The Iron Sheik, Swede Hanson, Killer Khan, George "The Animal" Steele, Professor Tanaka, Mr. Fuji, Victor Rivera e Hulk Hogan (quando era un "cattivo" agli inizi di carriera). Blassie fece anche da manager a Muhammad Ali per il suo incontro "boxer vs. wrestler" del 1976 contro Antonio Inoki.
La sua specializzazione nell'assistere clienti "heel" lo fa entrare nel cosiddetto "Triumvirate of Terror" (triumvirato del terrore), la ristretta cerchia dei massimi manager di "cattivi" dell'epoca, insieme a Grand Wizard e Captain Lou Albano.
Nel 1983, in qualità di "Ayatollah" Blassie, assiste come manager Iron Sheik durante il periodo in cui l'iraniano diventa campione mondiale WWF sconfiggendo Bob Backlund (che era campione da quasi 6 anni).
Grazie ai buoni rapporti che intratteneva con Vince McMahon Sr. e la sua famiglia, Blassie rimase a lavorare nella WWF fino al giorno in cui morì. Fece anche altre apparizioni sporadiche dopo il suo ritiro ufficiale dalle scene avvenuto nel 1986. Fu introdotto nella WWF Hall of Fame nel 1994. L'ultima apparizione pubblica di Blassie ebbe luogo il 12 maggio 2003 a Filadelfia in una puntata di Monday Night Raw, tre settimane prima della morte. Il 2 giugno 2003, Blassie morì per infarto all'età di 85 anni.

## Curiosità
- Data la sua popolarità anche al di fuori del mondo del wrestling, Classy Freddie Blassie viene menzionato nella celebre canzone dei R.E.M. Man on the Moon presente sull'album Automatic for the People del 1992. In particolare il verso a lui riferito recita: «Mister Fred Blassie in a breakfast mess. Yeah, yeah, yeah, yeah». Tale verso è un diretto riferimento al film My Breakfast with Blassie del 1983, interpretato da Blassie insieme al comico Andy Kaufman.

## Personaggio

### Mosse finali
- Neckbreaker

### Wrestler assistiti
- Nikolai Volkoff
- Waldo Von Erich
- Mr. Fuji
- Toru Tanaka
- George Steele
- Spiros Arion
- Baron Von Raschke
- Stan Hansen
- Peter Maivia
- Crusher Blackwell
- Victor Rivera
- Allen Coage
- Swede Hanson
- The Hangman (Neil Guay)
- The Iron Sheik
- Hulk Hogan
- Killer Khan
- Jesse Ventura
- Adrian Adonis
- Blackjack Mulligan
- Big John Studd
- Ray Stevens
- Dick Murdoch
- Kamala
- King Kong Bundy
- Hercules Hernandez
- Ivan Koloff
- Polish Prince
- The Wolfman

## Titoli e riconoscimenti
- Cauliflower Alley Club
  - Other honoree (1998)

- Championship Wrestling from Florida
  - NWA Southern Heavyweight Championship (Florida version) (1)[5]
  - NWA World Tag Team Championship (Florida version) (1) – con Tarzan Tyler[6]
- Mid-South Sports
  - NWA Georgia Heavyweight Championship (1)[7]
  - NWA International Tag Team Championship (Georgia version) (3) – con Kurt von Brauner (1), Bob Shipp (1) e Eric Pederson (1)[8]
  - NWA Southern Heavyweight Championship (Georgia version) (17)[9]
  - NWA World Tag Team Championship (Georgia version) (2) – con Bill Blassie[10]
- North American Wrestling Alliance / World Wrestling Association (Los Angeles) / NWA Hollywood Wrestling
  - NAWA World Heavyweight Championship (1)[11]
  - NWA Americas Heavyweight Championship (4)[12]
  - NWA Americas Tag Team Championship (1) – con Don Carson[13]
  - WWA Americas Heavyweight Championship (1 time)[12]
  - WWA International Television Tag Team Championship (3) – con Mr. Moto (2) e Don Leo Jonathan (1)[14]
  - WWA World Heavyweight Championship (2)[11]
  - WWA World Tag Team Championship (2) – con Mr. Moto (1), e Buddy Austin (1)[15]
- NWA Mid-America
  - NWA Southern Junior Heavyweight Championship (1)[16]
- NWA Mid-Pacific Promotions
  - NWA North American Heavyweight Championship (Hawaii version) (1)[17]
- Pro Wrestling Illustrated
  - PWI Stanley Weston Award (2000)
- Professional Wrestling Hall of Fame and Museum
  - Television Era (Classe del 2004)[18]
- World Wrestling Federation
  - WWF Hall of Fame (Classe del 1994)[19]
  - Lifetime Achievement Slammy Award (1)
- Wrestling Observer Newsletter
  - Worst Worked Match of the Year (1985) vs. Lou Albano
  - Wrestling Observer Newsletter Hall of Fame (Classe del 1996)